# Lamprosema haesitans
Lamprosema haesitans là một loài bướm đêm trong họ Crambidae.